# Спангейм, Езекиель
Езекиель Спангейм (7 декабря 1629, Женева — 7 ноября 1710, Лондон) — германский дипломат, юрист и историк права швейцарского происхождения; брат Фридриха Спангейма

## Биография
Родился в Женеве, где его отец Фридрих Спангейм (ум. в 1649 г.) был профессором богословия. Окончил гимназию в родном городе, затем отправился в Лейденский университет, где изучал философию и богословие. Окончил университет в 16-летнем возрасте и с 1651 года преподавал риторику в Женевском университете. Спустя год вошёл в состав городского совета и с того времени всегда занимался в первую очередь политикой, а преподаванию не уделял особенного внимания. В 1656 году стал воспитателем сыновей курфюрста пфальцского Карла Людвига I, переехав в Гейдельберг. В 1661 году по поручению последнего ездил с дипломатической миссией в Рим для налаживания отношений Гейдельберга с Ватиканом; в Риме же познакомился со шведской королевой Кристиной и заинтересовался нумизматикой.
С 1665 года состоял на дипломатической службе курфюрстов пфальцского и бранденбургского: представлял интересы Гейдельберга во Франции и Испании, в 1675 году был некоторое время послом при дворе английского короля Карла II (однако оказался отозван уже в том же году), в 1678 году вновь отправился в Лондон, представляя уже интересы в том числе и бранденбургского курфюрста Фридриха Вильгельма, а с 1680 года поступил к нему на службу, представлял его интересы во Франции и Великобритании. В 1689 году переехал в Берлин, с 12 мая 1689 года осуществлял надзор за поселениями в Бранденбурге французских гугенотов, бежавших из Франции после отмены Нантского эдикта. В 1696 году принимал участие при заключении мира в Рисвике, в 1702 году был послом в Париже, в последние годы жизни — в Лондоне, где и умер. Был известен своей помощью гугенотов и основал гугенотское научное общество. По случаю коронации Фридриха Вильгельма получил баронство. К концу жизни его финансовое положение ухудшилось, вследствие чего ему пришлось продать свою богатую библиотеку.
Главные труды: «Dissertationes de usu et praestantia numismatum antiquorum» (лучшее издание, Лондон и Амстердам, 1706—1716) и «Orbis romanus» (Лондон, 1704; Галле, 1728). По причине оставленных им примечаний высоко оценивались его издания Юлиана (Лейпциг, 1696) и Каллимаха (Утрехт, 1697) и французский перевод «Imperatores» Юлиана (лучшее издание, Амстердам, 1728). Спангейм оставил также комментарии к некоторым комедиям Аристофана (Амстердам, 1710).